# پلانک (حرکت ورزشی)

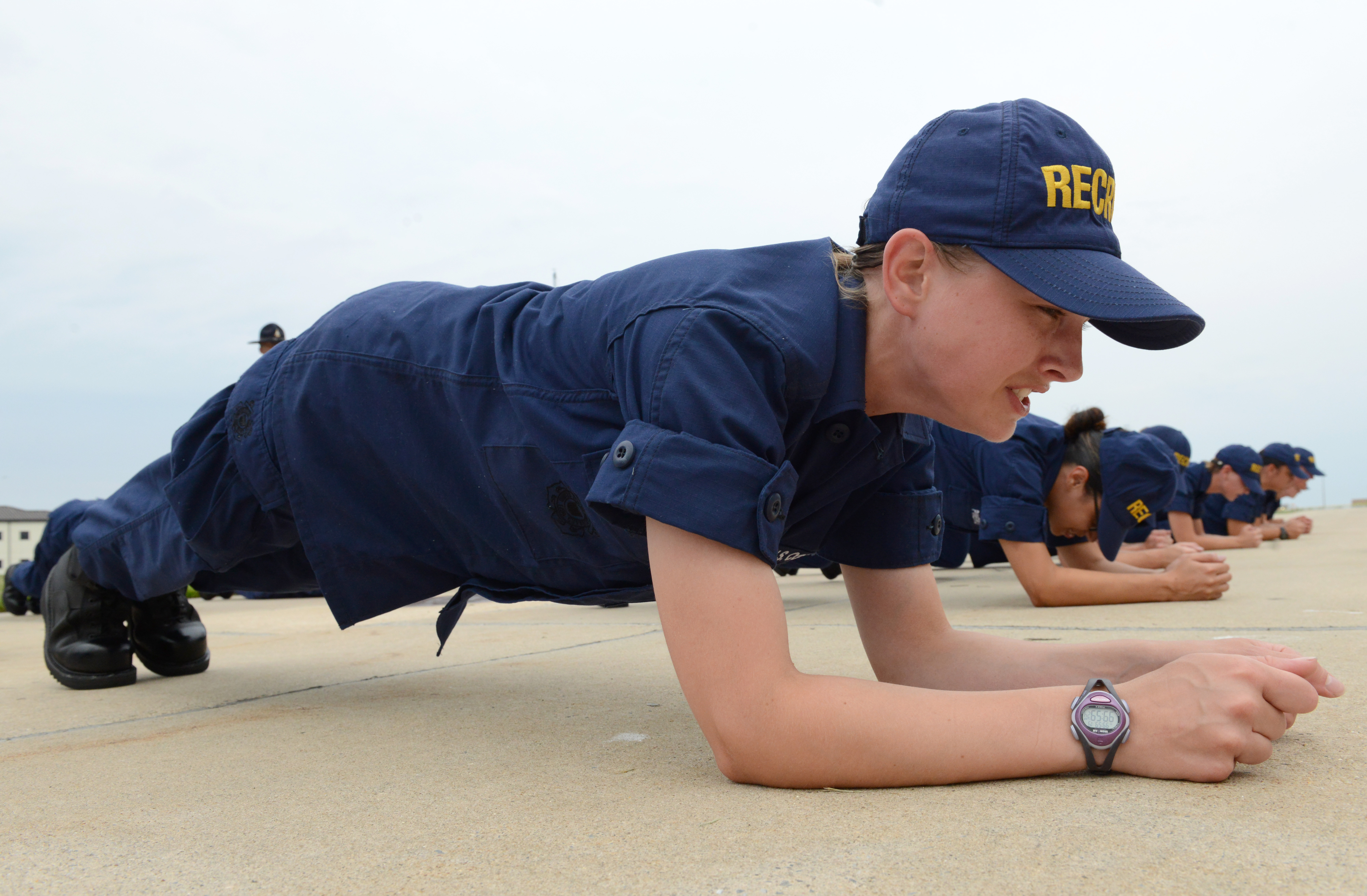
تمرین پلانک در آموزش کادر گارد ساحلی ایالات متحده

پلانک یک حرکت ورزشی تقویتی از نوع تمرینات ایزومتریک است که به‌روش نگه‌داشتن بدن در موقعیتی همچون شنای  سوئدی اجرا می‌شود.

## روش اجرا
معمول‌ترین روش اجرای پلانک، پلانک ساعدی است. در این روش بدن در حالتی همچون حالت شنای سوئدی قرار می‌گیرد و وزن بدن بر روی ساعدها، آرنج‌ها و انگشتان پا می‌افتد. شیوه‌های دیگری همچون پلانک بر پهلو و پلانک معکوس نیز وجود دارد. پلانک معمولاً در تمرینات پیلاتس و یوگا انجام می‌شود.
پلانک گسترش‌یافته، دشواری بیشتری نسبت‌ به پلانک عادی دارد. در پلانک گسترش‌یافته بدن در حالت شنای سوئدی قرار می‌گیرد و دستها تا حد ممکن از یکدیگر فاصله می‌گیرند.

## اثرها
پلانک منجر به تقویت عضلات شکمی، پشت و شانه‌ها می‌شود. در پژوهشی در British Journal of Sports Medicine پس از ۲۷۰ آزمایش مشخص شد که تمرینات ورزش ایزومتریک همچون اسکوات به دیوار (wall sit) و پلانک که عضله‌ها را در حالت سکون به کار وامی‌دارند؛ بیشتر از دیگر حرکات ورزشی در کاهش فشار خون مؤثرند.

## رکوردها
بر اساس رکوردهای گینس، طولانی‌ترین رکورد پلانک بر روی ساعد را Josef Šálek از جمهوری چک با رکورد ۹ ساعت و ۳۸ دقیقه و ۴۷ ثانیه به‌ثبت رسانده‌است. پیش از او Daniel Scali رکورد ۹ ساعت و ۳۰ دقیقه و ٢ ثانیه را ثبت کرده بود. پیش از Daniel Scali نیز افسر کهنه‌کار نیروی دریایی George Hood رکورد ۸ ساعت و ۱۵ دقیقه و ۱۵ ثانیه را به ثبت رساند.

## نگارخانه

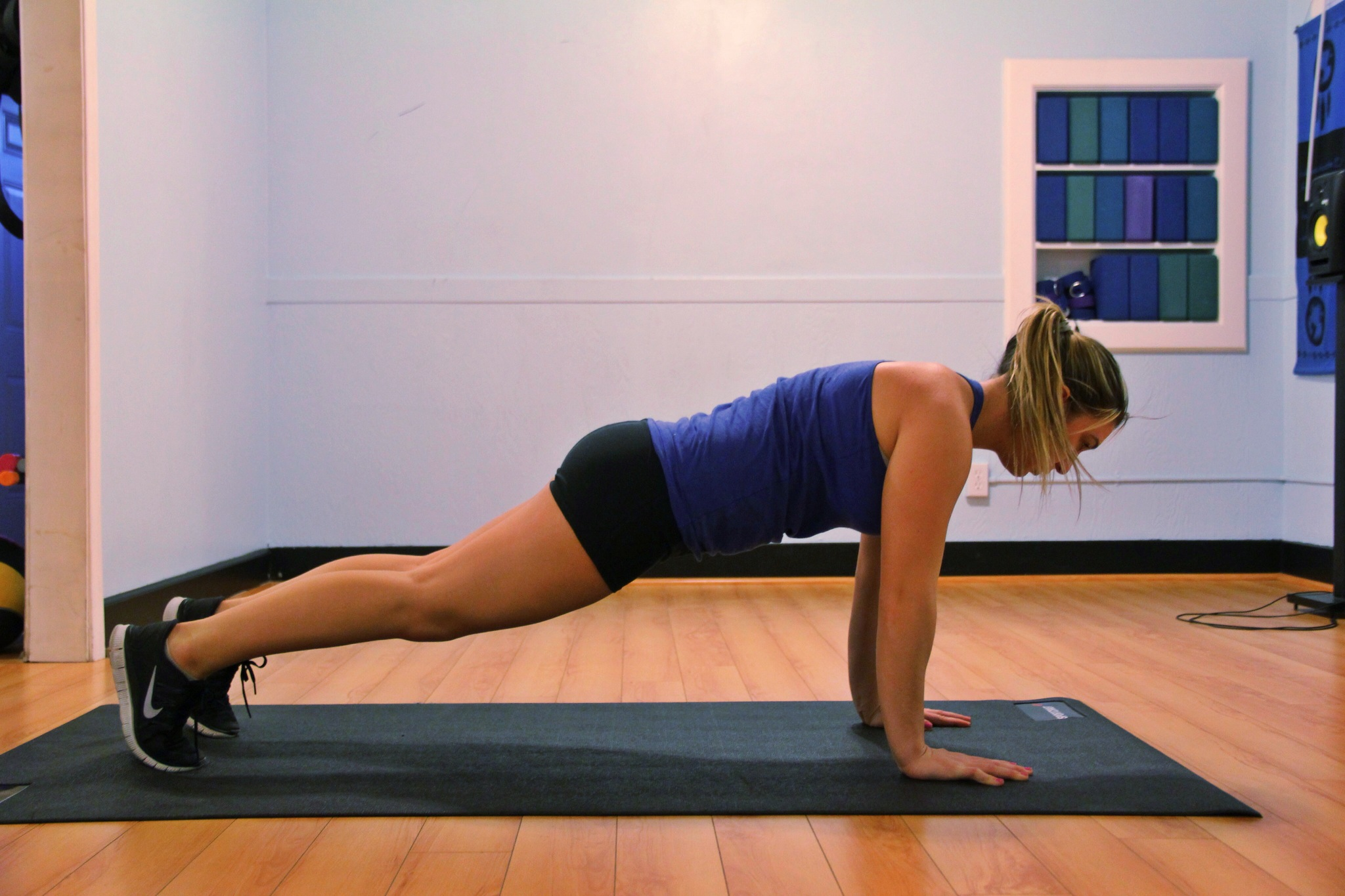
تخته کشیده
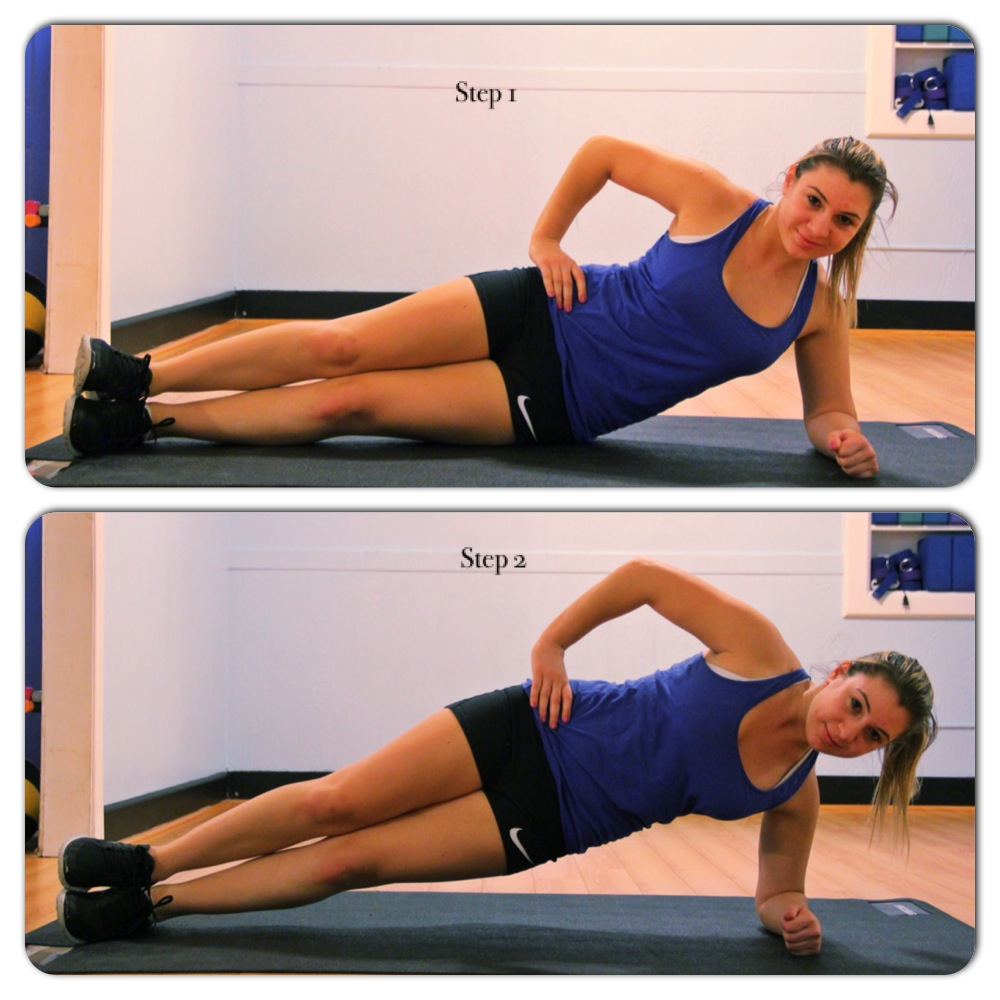
پلانک کناری مرحله‌به‌مرحله
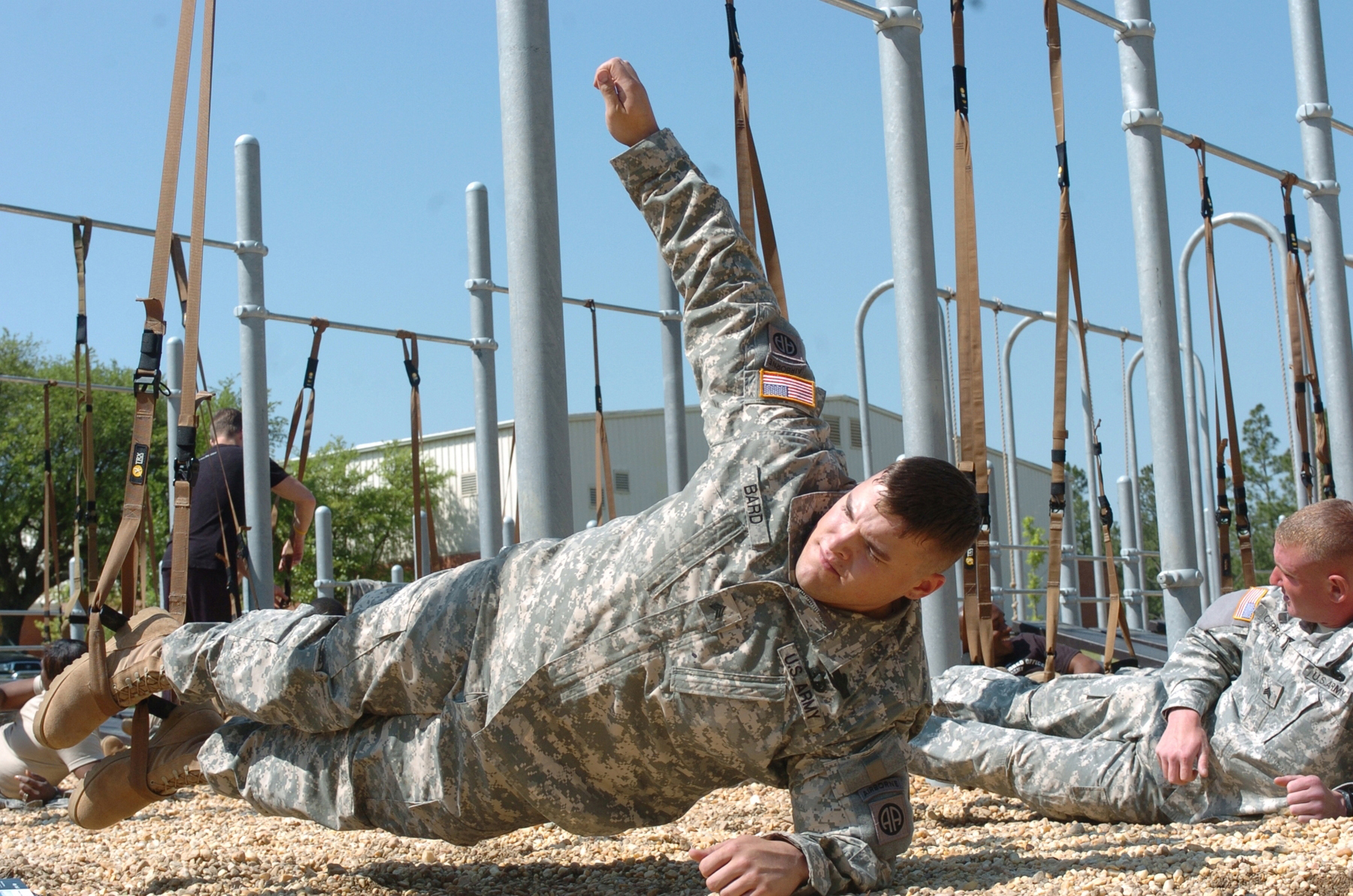
تخته کناری اصلاح‌شده
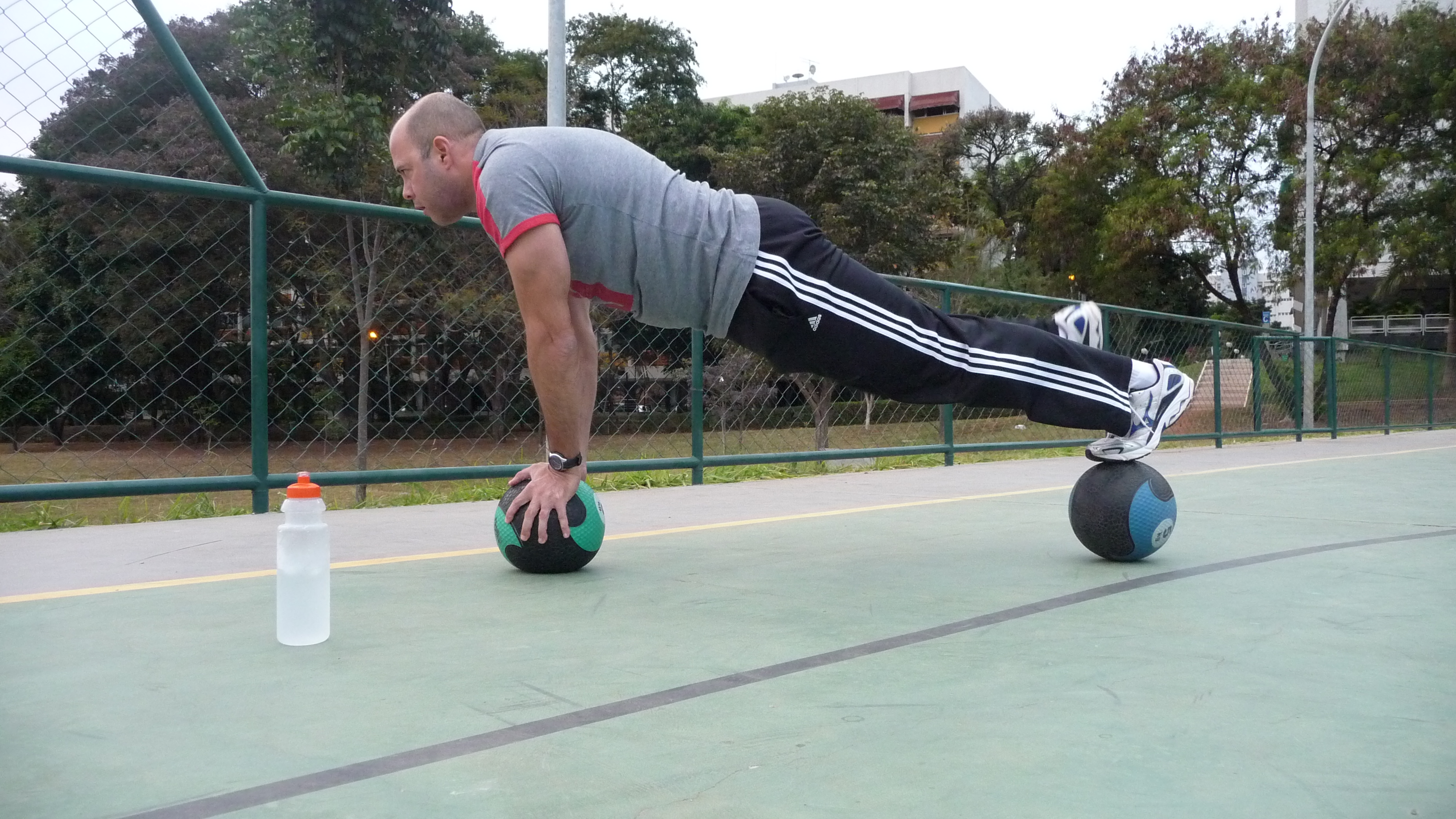
تخته کشیده با مدیسن بال